# Офіційна мова
Офіці́йна мо́ва — це мова, яка спеціально визначена як така в конституціях або законах держав, штатів чи інших територій. Вживання такої мови обов'язкове в офіційних документах, в органах законодавства, державного управління, судочинства, у закладах освіти, науки, культури тощо.
Для мови, визнаної офіційною в певній державі (країні), використовують також термін «державна мова».
Зазвичай це мова, якою зобов'язані послуговуватися урядові та інші офіційні установи у своїй документації (листуванні тощо). У країнах, що мають не одну офіційну мову, закон може вказувати на написання документів декількома мовами.
Статус мови «офіційна» не означає, що населення країни користується лише нею.
У деяких країнах офіційна мова не була офіційно визначена, а лише отримала такий фактичний статус, наприклад, у Швеції. Деякі країни, такі як Албанія, Франція чи Литва, мають лише одну офіційну мову, попри те, що інші мови також широко використовують на їхній території. Є також країни з більш ніж однією офіційною мовою, наприклад, Афганістан, Білорусь, Бельгія, Болівія, Канада, Фінляндія, Індія, Ізраїль, Мальта, Пакистан, Парагвай, Перу, Південна Африка, Сінгапур і Швейцарія.
Офіційний (державний) статус у багатьох випадках мають мови основних народів, що населяють дану країну. Ряд країн світу мають більш ніж одну офіційну мову. Наприклад (див. Список офіційних мов за країнами). В Індії — 23 офіційні мови, у Південно-Африканській республіці — 11 офіційних мов, у Афганістані — 8 офіційних мов, а в таких країнах, як Білорусь, Бельгія, Болівія, Канада, Фінляндія, Парагвай, Швейцарія, Республіка Ірландія тощо — дві, або більше офіційних мов.
В окремих регіонах держави нарівні з офіційною можуть бути визначені регіональні мови.
Деякі країни, як, наприклад, США, зовсім не мають офіційної мови. Одна загальноприйнята мова там встановлена традиційно. У Великій Британії чи США, офіційна мова не визначена, хоча там може бути вказана одна, фактично основна мова, а також нормативні акти та правові практики, що визначають, яку мову слід використовувати в певних ситуаціях.
Офіційна мова багатьох колишніх колоній не є ані національною, ані найпоширенішою. Найчастіше це англійська, іспанська, французька або португальська.
Зворотна ситуація в Республіці Ірландія, де ірландська є офіційною мовою, хоча нею вільно володіє менш як 10 % населення. Англійська мова, якою розмовляють практично всі жителі, визначена конституцією другою офіційною мовою.
В Ісламській республіці Пакистан урду та англійська визнані офіційними мовами. Урду розмовляє багато, але це рідна мова лише для 8 %. Англійську мову використовують в офіційних цілях, в адміністрації, бізнесі та освічена міська еліта. Урду є мовою спілкування (лінгва франка) між людьми. Окрім цих мов, майже всі пакистанці розмовляють спорідненими індоєвропейськими мовами. Найпоширенішими є пенджабі, пушту, перська, сіндхі, хіндо, белуджі.
У деяких країнах суперечка про те, яку мову визнати офіційною, призводить до серйозних політичних конфліктів.